# Битимка
Битимка — село в муниципальном округе Первоуральск Свердловской области России. Вместе с большим посёлком Билимбаем и окрестными сёлами и деревнями образует единую планировочную структуру.

## Географическое положение
Село Битимка расположено в основном на обоих берегах реки Битимки (левого притока реки Чусовой) и левом берегу Чусовой , в 12 километрах (по автотрассе в 18 километрах) к западу-северо-западу от города Первоуральска и к западу от посёлка Билимбай, с которым образуют единую агломерацию.

## История села
В 1730-х годах на реке Битимке запущена плотина и пильная мельница, где пилили дерево на строительство барок для Билимбаевского чугуноплавильного завода.
В XVIII-XIX веках жители приобретали работами при заводской домне, занимались доставкой на Билимбаевский, Верх-Исетский, Шайтанский и Уткинский заводы руды и угля. Летом работали в Верхотурском уезде Пермской губернии и в Оренбургской губернии на приисковых работах. Хлебопашеством, за неимением земли, занимались немногие; сеяли в «переменах».

## Инфраструктура
В Битимке работают дом культуры с библиотекой, школа и детский сад, отделение больницы (общая врачебная практика), почтовое отделение, несколько магазинов и сельский базар. В селе есть памятник жертвам Великой Отечественной войны и памятник корове в центре небольшого сквера — главная достопримечательность Битимки. Добраться до села можно на электричке (выход на станции Билимбай) либо на пригородном автобусе из Первоуральска.

## Экономика
В селе работает сельхозпредприятие «Битимский СХПК» (животноводство и растениеводство).

## Население
| 2002 | 2010  |
| ---- | ----- |
| 1412 | ↘1370 |